# Acarospora oreophila
Acarospora oreophila är en lavart som beskrevs av K. Knudsen. Acarospora oreophila ingår i släktet Acarospora och familjen Acarosporaceae.   Inga underarter finns listade i Catalogue of Life.